# Schlömener Kurve
| Streckennummer (DB): | 5007                 |                               |                               |
| Kursbuchstrecke (DB): | 860                  |                               |                               |
| Streckenlänge: | 0,732 km             |                               |                               |
| Spurweite: | 1435 mm (Normalspur) |                               |                               |
| Streckenklasse: | D4                   |                               |                               |
| Streckengeschwindigkeit: | 80 km/h              |                               |                               |
| Zugbeeinflussung: | PZB, ZUB 262         |                               |                               |
| |                      |                               |                               |
| \| \| \| von Bayreuth Hbf \| \| \| \| 0,000 \| Neuenmarkt-Wirsberg Süd (Bft) \| Neuenmarkt-Wirsberg Süd (Bft) \| \| \| \| nach Neuenmarkt-Wirsberg \| \| \| \| \| von Bamberg \| \| \| \| 0,732 \| Neuenmarkt-Wirsberg Ost (Bft) \| Neuenmarkt-Wirsberg Ost (Bft) \| \| \| \| nach Hof Hbf \| \| \| \| \| \| \| \| Quellen: [1][2] \| \| \| \| |                      |                               |                               |
| Strecke |                      | von Bayreuth Hbf              | von Bayreuth Hbf              |
| Blockstelle | 0,000                | Neuenmarkt-Wirsberg Süd (Bft) | Neuenmarkt-Wirsberg Süd (Bft) |
| Abzweig geradeaus und nach rechts |                      | nach Neuenmarkt-Wirsberg      | nach Neuenmarkt-Wirsberg      |
| Abzweig geradeaus und von rechts |                      | von Bamberg                   | von Bamberg                   |
| Blockstelle | 0,732                | Neuenmarkt-Wirsberg Ost (Bft) | Neuenmarkt-Wirsberg Ost (Bft) |
| Strecke |                      | nach Hof Hbf                  | nach Hof Hbf                  |
| |                      |                               |                               |
| Quellen: |                      |                               |                               |

Die Schlömener Kurve ist eine kurze eingleisige Verbindungsbahn zwischen den Bahnstrecken Bayreuth Hbf–Neuenmarkt-Wirsberg und Bamberg–Hof Hbf in Bayern. Sie ermöglicht direkte Zugfahrten in der Relation Nürnberg–Bayreuth–Hof unter Umgehung des Bahnhofes Neuenmarkt-Wirsberg, wo sonst ein Fahrtrichtungswechsel notwendig wäre. Die Verbindungskurve erhielt ihren Namen nach der nahen Ortschaft Schlömen, die jedoch keine eigene Zugangsstelle zum Eisenbahnverkehr mehr besitzt. 

## Geschichte

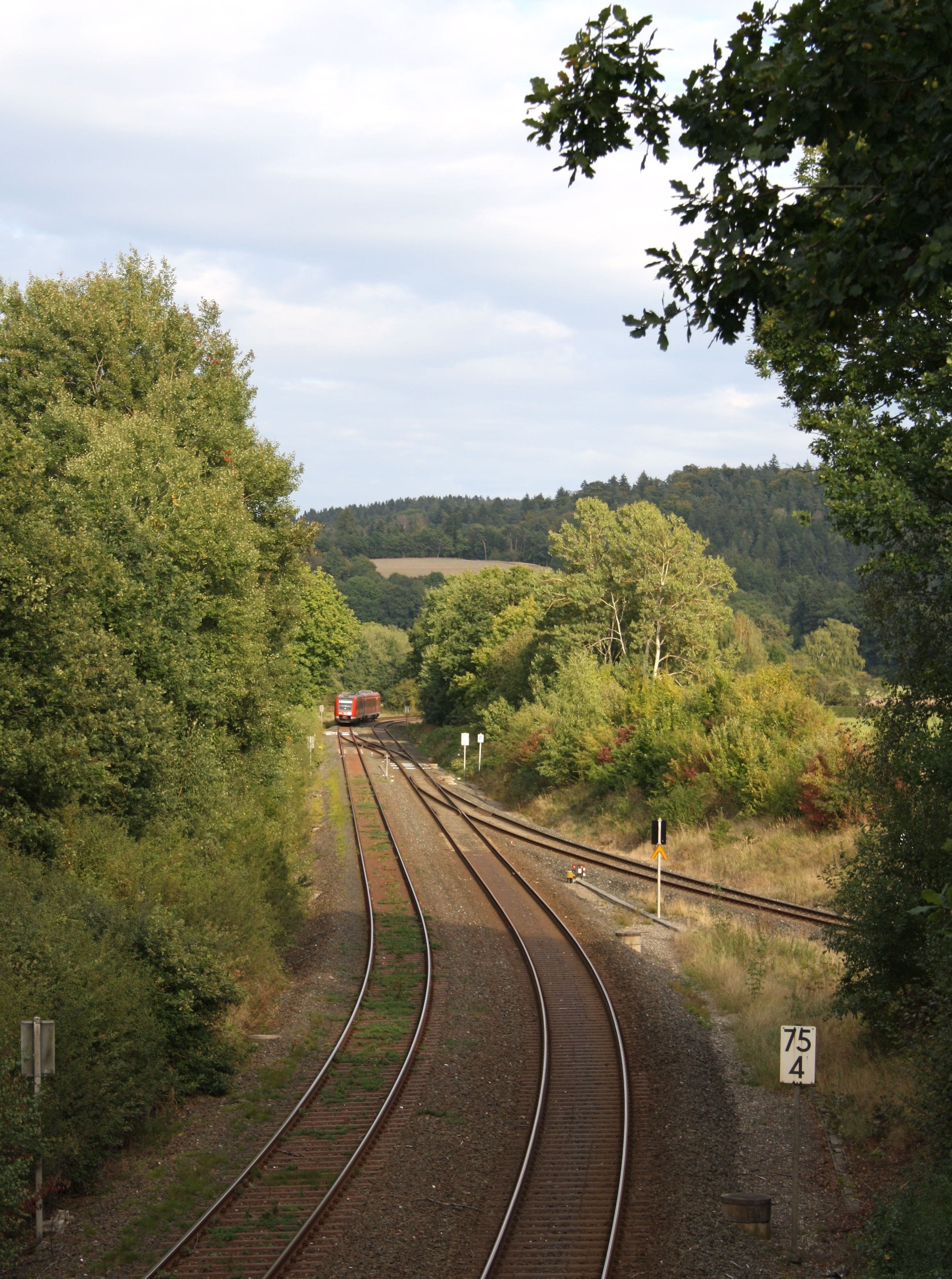
Abzw Neuenmarkt-Wirsberg Ost (2012)

Im Bundesverkehrswegeplan 1992 wurde das Gesamtprojekt Ausbaustrecke Karlsruhe–Stuttgart–Nürnberg–Leipzig/Dresden als vordringlicher Bedarf eingestuft und dabei im Bedarfsplan für die Bundesschienenwege eine Prüfung der „Einbeziehung von Bayreuth“ angemerkt. Als Ergebnis der Prüfung nannte die Bundesregierung spätestens ab dem Bericht zum Ausbau der Schienenwege 1996 die Planung der Schlömener Kurve, um Fernverkehrszüge der Relation Nürnberg–Dresden statt wie bis dahin über Marktredwitz über Bayreuth und die Kurve führen zu können, ohne dass dabei ein Fahrtrichtungswechsel im Bahnhof Neuenmarkt-Wirsberg notwendig würde.
Das Eisenbahn-Bundesamt erließ den Planfeststellungsbeschluss für das Vorhaben am 12. Februar 1998. Die Stadt Marktredwitz berfürchtete durch die Schlömener Kurve eine Beeinträchtigung des Schienenfernverkehrsangebots in ihrer Gemeinde. Ihre Klage gegen den Planfeststellungsbeschluss wurde am 27. Juli 1998 vom Bundesverwaltungsgericht abgewiesen.
Die Verbindungskurve wurde am 18. Juni 2000 in Betrieb genommen. Der erste offizielle Reisezug, der Dampfzug „Sachsenross“, fuhr am 16. September 2000.
Von Juni 2001 bis Dezember 2003 verkehrten über die Verbindungskurve die Fernreisezüge der ICE-Linien 17 bzw. 65 (Nürnberg Hbf−Dresden Hbf). Seitdem wird die Verbindungskurve nur noch von den Regionalexpresszügen der Relation Nürnberg Hbf–Hof Hbf genutzt.